# 花降り月夜と恋曜日。
『花降り月夜と恋曜日。』（はなふりつきよとこいようび）は、田村ゆかりの2ndアルバム。2002年9月25日にKONAMIから発売された。

## 概要
- 初回限定盤にはスリーブケースとフォトカードが付属する。
- 5トラック目の「さよならを おしえて」は、コナミの音ゲー『ポップンミュージック』に楽曲を多く提供している、PARQUETSのふじのマナミと片岡嗣実の二人が作詞、作曲、編曲の全てを担当している。ちなみにPARQUETSのアルバム「hummingbird」に、ふじのマナミ自身がセルフカバーしたものが収録されており、アレンジには若干の変更が加えられている。
- 7トラック目の「les larmes de la lune」は"レ ラーム ドゥ ラ リュンヌ"と読む。フランス語で「月の涙」と言う意味。

## 収録曲
1. あなただけに〜It's only my love〜
作詞：渡邉美佳・良原リエ、作曲：渡邉美佳、編曲：渡邉美佳、久保幹一郎
2. Baby's Breath
作詞：三井ゆきこ、作曲：cota、編曲：岩本正樹
3. つぼみのままで
作詞・作曲・編曲：marhy
4. interlude I〜day's eye〜
作曲・編曲：浅井裕子
5. さよならを おしえて
作詞：ふじのマナミ、作曲・編曲：片岡嗣実
6. 上海夜曲
作詞・作曲：古賀美穂、編曲：古賀美穂・かわさきみれい
7. les larmes de la lune
作詞：古賀美穂、作曲・編曲：浅井裕子
8. うたかた
作詞・作曲：渡邉美佳、編曲：岸村正実
9. interlude II〜milky way〜
作曲・編曲：浅井裕子
10. Love♡parade
作詞：椎名可憐、作曲：山口美央子、編曲：岸村正実
11. Fortune of Love
作詞：田村ゆかり、作曲・編曲：阿部尚徳
12. Eternity
作詞・作曲・編曲：marhy

## タイアップ
| 曲名                              | タイアップ                                                                   | 備考          |
| --------------------------------- | ---------------------------------------------------------------------------- | ------------- |
| あなただけに〜It's only my love〜 | db-FM他『田村ゆかりのはぁとのためいき』オープニングテーマ                    |               |
| Baby's Breath                     | db-FM他『田村ゆかりのはぁとのためいき』2002年7月度〜10月度オープニングテーマ | 3rdシングル。 |
| Love parade                       | db-FM他『田村ゆかりのはぁとのためいき』2002年4月度〜7月度オープニングテーマ  | 2ndシングル。 |